# Мисс Интернешнл 2023
Мисс интернешнл 2023 (англ. Miss International 2023) — 61-й международный конкурс красоты Мисс интернешнл. Проводился 26 октября 2023 года в Национальном стадионе Ёёги, район Сибуя, Токио, Япония. Победительницей стала представительница Венесуэлы — Андреа Рубио.

## Закулисье

### Локация
30 марта 2023 года «Miss International Organization» анонсировало, что конкурс пройдёт в Yoyogi Gymnasium No. 2 в Сибуя, Токио. Вместо обычного Tokyo Dome City Hall 26 октября 2023 года.

### Отбор участниц
По словам Стивена Диаса, главного директора Международной культурной ассоциации, некоммерческой организации, организующей конкурс, организация установила ограничение на количество соревнующихся конкурсантов — восемьдесят. В конце, участницы из семьдесяти стран и территорийбыли выбраны для участия в конкурсе. Две участницы были выбраны по причине замены первоначальных победительниц.

#### Замены
Стейси Монтеро была выбрана представительницей от Коста-Рики из-за того, что прежняя победительница Шакира Грэм отказалась из-за проблем с организацией. Даниэлла Идальго выбла выбрана от Сальвадора после того, как Венди Портильо, первоначальная победительница Сальвадора 2023 года, отказалась от своего титула по личным причинам.

#### Дебют, возвращение и отказавшиеся страны
Этот конкурс отмечен дебютом Бангладеш, Лесото и Пакистан. Вернулись Ангола, Кот-д’Ивуар, Экваториальная Гвинея, Эстония, Гана, Литва, Мартиника, Молдова, Мьянма, Нидерланды, Сербия, Шри-Ланка, Тунис, Уганда и Зимбабве. Ангола в последний раз принимала участие в 2004 году, Мартиника в последний раз принимала участие в 2010 году, Эстония и Сербия в последний раз принимали участие в 2014 году, Литва в последний раз принимала участие в 2017 году, Молдова в последний раз принимала участие в 2018 году. Остальные страны в последний раз принимали участие в 2019 году. Беларусь, Кабо-Верде, Германия, Гаити, Гондурас, Италия, Кения, Намибия, Северные Марианские острова, Румыния, Словакия, Того и Узбекистан отказались от участия после того, как организаторы не смогли провести национальные конкурсы красоты.

## Результаты

### Места
| Место                | Участница |
| -------------------- | --- |
| Мисс Интернешнл 2023 | - Венесуэла — Андреа Рубио |
| 1 Вице-Мисс          | - Колумбия — София Осио |
| 2 Вице Мисс          | - Перу — Камила Диас |
| 3 Вице Мисс          | - Филиппины — Николь Борромео |
| 4 Вице Мисс          | - Боливия — Ванесса Хейс |
| Топ 7                | - Мексика — Иция Гарсия§ - Таиланд — Супапорн Риттипрук |
| Tоп 15               | - Кот-д’Ивуар — Насита Диако§ - Доминиканская Республика — Ямилекс Эрнандес - Греция — Зои Асуманаки - Гонконг — Верна Люнг - Малайзия — Кассандра Яп - Панама — Линетт Клемент - Пуэрто-Рико — Аманда Солис - Вьетнам — Нгюиэн Фыонг Нхи§ |

§ — По результатам голосования зрителей вошла в Топ 15.

### Континентальные королевы
| Награда                                         | Участница                          |
| ----------------------------------------------- | ---------------------------------- |
| Мисс Интернешнл Африка                          | - Гана — Мерси Джейн Адоркор Паппо |
| Мисс Интернешнл Америка                         | - США — Kenyatta Beazer            |
| Мисс Интернешнл Азиатско-Тихоокеанского региона | - Макао — Эмили Яу                 |
| Мисс Интернешнл Европа                          | - Великобритания — Алиша Коуи      |

### Специальные награды
| Награда                        | Участница                                                                         |
| ------------------------------ | --------------------------------------------------------------------------------- |
| Лучшее вечернее платье         | - Индонезия — Фархана Нарисвари                                                   |
| Лучший национальный костюм     | - Ангола — Тереза Сара                                                            |
| Мисс Фитнес (Лучший купальник) | - Зимбабве — Шарлотта Музири                                                      |
| Приз зрительских симпатий      | - Кот-д’Ивуар — Насита Диако - Мексика — Иция Гарсия - Вьетнам — Нгюиэн Фыонг Нхи |
| Мисс Фотогеничность            | - Новая Зеландия — Джорджия Уоддингтон                                            |

## Конкурс

### Формат
«Miss International Organization» внесло несколько конкретных изменений в формат этого издания. Пятнадцать полуфиналисток были выбраны для участия в финальном конкурсе: двенадцать из них были выбраны в ходе предварительного конкурса, а трое — посредством интернет-голосования. Пятнадцать полуфиналисток соревновались в вечерних соревнованиях. После этого семь полуфиналисток прошли в раунд вопросов и ответов.

### Судьи
- Акеми Симомура — Президент организации «Мисс Интернешнл»[12]
- Жасмин Сельберг — победительница Мисс Интернешнл 2022[12]
- Джунко Кошино — модельер[12]
- Лори Симпсон — победительница Мисс Интернешнл 1987[12]
- Норика Фудзивара — победительница «Мисс Япония 1992», модель и актриса[12]
- Роберто Семинарио — Чрезвычайный и Полномочный Посол Республики Перу в Японии[12]
- Рохи Мията — Председатель «Public Interest Incorporated Association», Japan Fine Arts Exhibition[англ.][12]
- Сенко Икенобо — Руководитель Икэнобо[12]
- Сужитсу Кобори — Руководитель «Kobori Enshu school of tea»[12]
- Супапан Пичайронаронгсонгкрам — Председатель Водный автобус по реке Чаупхрая[12]

## Участницы
Список участниц:
| Страна/Территория        | Участница                 | Возраст | Родной город / регион     |
| ------------------------ | ------------------------- | ------- | ------------------------- |
| Ангола                   | Тереза Сара               | 26      | Сойо                      |
| Австралия                | Джазель Аларка            | 23      | Армидейл                  |
| Бангладеш                | Фарзана Ясмин Ананна      | 23      | Кхулна                    |
| Бельгия                  | Жольен Педе               | 25      | Zwalm                     |
| Боливия                  | Ванесса Хейс              | 24      | Санта-Крус-де-ла-Сьерра   |
| Бразилия                 | Беатрис Гуларт            | 22      | Риу-Гранди-ду-Норти       |
| Камбоджа                 | Алина Сомнанг             | 21      | Пномпень                  |
| Канада                   | Мелани Рено               | 26      | Уинсор                    |
| Чили                     | Валери Джонсон            | 22      | Вальпараисо               |
| Колумбия                 | София Осио                | 23      | Барранкилья               |
| Коста-Рика               | Стейси Монтеро            | 21      | Лимон                     |
| Кот-д’Ивуар              | Насита Диако              | 25      | Димбокро                  |
| Куба                     | Шейла Равело              | 24      | Сан-Антонио-де-лос-Баньос |
| Чехия                    | Доминика Немечкова        | 22      | Прага                     |
| Дания                    | Джули Бринк               | 26      | Копенгаген                |
| Доминиканская Республика | Ямилекс Эрнандес          | 23      | Консепсион-де-ла-Вега     |
| Эквадор                  | Жоржетта Калил            | 21      | Гуаякиль                  |
| Сальвадор                | Даниэлла Идальго          | 24      | Сенсунтепеке              |
| Эстония                  | Каролин Киппасто          | 26      | Таллин                    |
| Финляндия                | Петра Хямяляйнен          | 27      | Савонлинна                |
| Франция                  | Лисия Аллер               | 18      | Мериньяк                  |
| Гана                     | Мерси Джейн Адоркор Паппо | 25      | Аккра                     |
| Греция                   | Зои Асуманаки             | 22      | Ретимнон                  |
| Гватемала                | Мария Рани Диас           | 24      | Гватемала                 |
| Гавайи                   | Мака’ала Перри            | 24      | Оаху                      |
| Гонконг                  | Верна Люнг                | 25      | Коулун-Сити               |
| Индия                    | Правина Анжна             | 24      | Удайпур                   |
| Индонезия                | Фархана Нарисвари         | 27      | Бандунг                   |
| Ямайка                   | Сабрина Джонсон           | 22      | Манчестер                 |
| Япония                   | Тамао Ёнеяма              | 26      | Токио                     |
| Лаос                     | Алия Интавонг             | 27      | Бокэу                     |
| Лесото                   | Боитумело Селото          | 21      | Масеру                    |
| Литва                    | Ирмина Прейсегалавичюте   | 26      | Вильнюс                   |
| Макао                    | Эмили Яу                  | 28      | Санту-Антониу             |
| Малайзия                 | Кассандра Яп              | 24      | Джохор-Бару               |
| Мартиника                | Полина Тимон              | 26      | Фор-де-Франс              |
| Маврикий                 | Каришма Херлалл           | 23      | Гран-Порт                 |
| Мексика                  | Иция Гарсия               | 22      | Мансанильо                |
| Молдова                  | Джульета Калалб           | 19      | Кишинёв                   |
| Монголия                 | Джавхлан Мунгунцацралт    | 24      | Улан-Батор                |
| Мьянма                   | Ий Ий Мьинт Аунг Тейн     | 23      | Янгон                     |
| Непал                    | Прасиддхи Ша              | 25      | Лалитпур                  |
| Нидерланды               | Морган Дулвейт            | 25      | Утрехт                    |
| Новая Зеландия           | Джорджия Уоддингтон       | 21      | Крайстчерч                |
| Никарагуа                | Лейлани Лейтон            | 20      | Манагуа                   |
| Нигерия                  | Розелин Боларинде         | 27      | Лагос                     |
| Норвегия                 | Мадлен Мальмберг          | 19      | Фредрикстад               |
| Пакистан                 | Мисбах Аршад              | 26      | Исламабад                 |
| Панама                   | Линетт Клеман             | 26      | Лимон                     |
| Парагвай                 | Хасмин де ла Сьерра       | 24      | Асунсьон                  |
| Перу                     | Камила Диас               | 23      | Чоррильос                 |
| Филиппины                | Николь Борромео           | 22      | Себу                      |
| Польша                   | Юлия Марцинковска         | 22      | Слесин                    |
| Португалия               | Лилен Виейра Серран       | 27      | Лиссабон                  |
| Пуэрто-Рико              | Аманда Солис              | 25      | Рио-Гранде                |
| Сербия                   | Виктория Стоилькович      | 19      | Ниш                       |
| Сингапур                 | Чавель Чонг               | 22      | Сингапур                  |
| ЮАР                      | Дженик Бота               | 20      | Edenvale                  |
| Республика Корея         | Бобин Юнг                 | 24      | Сеул                      |
| Испания                  | Клаудия Гонсалес          | 26      | Агуимес                   |
| Шри-Ланка                | Уманда Бамунуачи          | 21      | Коломбо                   |
| Китайская Республика     | Анита Ванг                | 26      | Тайбэй                    |
| Таиланд                  | Супапорн Риттипрук        | 27      | Чиангмай                  |
| Тунис                    | Мариам Бен Аброуг         | 27      | Тунис                     |
| Уганда                   | Эмили Хоуп Мувангузи      | 23      | Кампала                   |
| Великобритания           | Алиша Коуи                | 24      | Ньюкасл-апон-Тайн         |
| США                      | Кеньятта Бизер            | 25      | Балтимор                  |
| Венесуэла                | Андреа Рубио              | 24      | Каракас                   |
| Вьетнам                  | Нгюиэн Фыонг Нхи          | 21      | Тханьхоа                  |
| Зимбабве                 | Шарлотта Музири           | 26      | Масвинго                  |